# Vitória Alves
Vitória Sena Batista Alves (* 11. März 1998 in São Paulo) ist eine brasilianische Hürdenläuferin, die sich auf die 100-Meter-Distanz spezialisiert hat.

## Sportliche Laufbahn
Erste internationale Erfahrungen sammelte Vitória Alves im Jahr 2014, als sie bei den Jugendsüdamerikameisterschaften in Cali in 14,61 s den sechsten Platz über 100 m Hürden belegte. 2017 gewann sie bei den U20-Südamerikameisterschaften in Leonora in 14,41 s die Silbermedaille im Hürdensprint sowie mit 6,12 m auch im Weitsprung. Zudem belegte sie mit der brasilianischen 4-mal-100-Meter-Staffel in 47,63 s den vierten Platz. Anschließend belegte sie bei den U20-Panamerikameisterschaften in Trujillo in 13,63 s den fünften Platz im Hürdenlauf und gelangte mit 6,02 m auf den siebten Platz im Weitsprung. 2018 zog sie in die Vereinigten Staaten und begann dort ein Studium an der Kansas State University. 2022 belegte sie bei den Hallensüdamerikameisterschaften in Cochabamba in 8,72 s den vierten Platz im 60-Meter-Hürdenlauf und schied kurz darauf bei den Hallenweltmeisterschaften in Belgrad mit 8,65 s in der ersten Runde aus. Im Mai schied sie dann bei den Ibero-Amerikanischen Meisterschaften in La Nucia mit 14,45 s im Vorlauf über 100 m Hürden aus. 2023 kam sie bei den World University Games in Chengdu mit 13,89 s in der Vorrunde aus und belegte mit der Staffel in 44,81 s den fünften Platz. Im Jahr darauf gewann sie bei den Hallensüdamerikameisterschaften in Cochabamba in 8,55 s die Silbermedaille hinter ihrer Landsfrau Ketiley Batista. Im Mai belegte sie bei den Ibero-Amerikanischen Meisterschaften in Cuiabá in 13,46 s den fünften Platz über 100 m Hürden. 2025 gewann sie bei den Südamerikameisterschaften in Mar del Plata in 13,55 s die Bronzemedaille hinter ihrer Landsfrau Ketiley Batista und María Alejandra Rocha aus Kolumbien.

## Persönliche Bestzeiten
- 100 m Hürden: 12,95 s (+0,9 m/s), 27. Juni 2021 in São Paulo
  - 60 m Hürden (Halle): 8,09 s, 26. Februar 2021 in Lubbock
- Weitsprung: 6,07 m (+0,3 m/s), 13. August 2018 in São Bernardo do Campo